# Pia Miranda
Pia Miranda (Melbourne, 15 giugno 1973) è un'attrice cinematografica australiana.

## Biografia
Di origini italiane, figlia d'arte, Pia Miranda ha trascorso la maggior parte dell'infanzia e dell'adolescenza in viaggio per l'Australia al seguito dei suoi genitori, frequentando un gran numero di scuole. Dopo aver conseguito la maturità, studiò Arte drammatica alla Trobe University di Melbourne laureandosi in Recitazione. Successivamente intraprese un corso di Bachelor of Arts alla Victoria University laureandosi in Teatro. 
Subito dopo la laurea, nel 1998 Miranda cominciò a recitare nella soap opera australiana Neighbours, nel ruolo di Karen Oldman. L'anno successivo fu anche protagonista nella serie televisiva Bondi Banquet, nel ruolo di Jo Tognetti. Il trampolino per il successo fu il ruolo di Josie Alibrandi, una adolescente australiana di origine italiana, nel film Terza generazione diretto da Kate Woods nel 1999; il film ebbe grande successo e per questa interpretazione Pia Miranda fu premiata l'anno successivo come migliore attrice australiana.
Nel 2002, Pia Miranda ebbe un piccolo ruolo nel film statunitense La regina dei dannati; la scena non è presente nella versione in DVD del film. Sempre nel 2002 Pia Miranda recitò in The Doppelgangers, un film sperimentale collettivo che ebbe un successo limitato. Lo stesso anno Pia Miranda interpretò nel film australiano Garage Days la parte di Tanya.  Nel 2003, Pia Miranda ricoprì il ruolo di Leanne Ferris in Travelling Light, un film su due sorelle che risiedono ad Adelaide nei primi anni settanta. L'ultimo impegno cinematografico di Pia Miranda è stato il ruolo di Mad in Right Here Right Now del 2004. Da allora ha recitato soprattutto per la televisione australiana.

## Filmografia

### Cinema
- Terza generazione (Looking for Alibrandi), regia di Kate Woods (1999)
- La regina dei dannati (Queen of the Damned), regia di Michael Rymer (2002)
- Garage Days, regia di Alex Proyas (2002)
- The Doppelgangers, regia di Matt Bird (2002) (cortometraggio)
- Travelling Light, regia di Kathryn Millard (2003)
- Right Here Right Now, regia di Matthew Newton (2004)
- The Tender Hook, regia di Jonathan Ogilvie (2008)
- Three Blind Mice, regia di Matthew Newton (2008)

### Televisione
- Neighbours – serial TV, 19 puntate (1998-1999)
- All Saints – serie TV, 6 episodi (2000)
- Grass Roots – serie TV, episodio 2x07 (2003)
- The Secret Life of Us – serie TV, 7 episodi (2003-2004)
- Sea Patrol – serie TV, episodio 5x08 (2011)
- Wentworth – serie TV, 8 episodi (2015)

## Premi
- AFI Award: Miglior attrice protagonista per l'interpretazione di Josie Alibrandi nel film Terza generazione (2000) [1]